# マリオ・ゴメス
マリオ・ゴメス（Mario Gomez, 1985年7月10日 - ）は、西ドイツ・バーデン＝ヴュルテンベルク州リートリンゲン出身の元サッカー選手。元ドイツ代表。現役時代のポジションはFW。
2022年1月より、レッドブルグループのスポーツ部門における国際部門のテクニカルディレクターを務める。

## 経歴

### クラブ

#### シュトゥットガルト
2001年、SSVウルムからVfBシュトゥットガルトのユースに入団。2003-04シーズンの2004年3月9日、UEFAチャンピオンズリーグのチェルシーFC戦でプロデビューを果たし、2ヵ月後の5月8日にはブンデスリーガデビュー。その後はリザーブチームでのプレーを余儀なくされたが、2005-06シーズンは30試合6得点の成績を残した。2006-07シーズンはコンスタントに得点を重ね、15シーズンぶりのリーグ優勝に貢献。記者投票による2007年の年間最優秀選手に選ばれた。
しかし、2007年3月10日のヴォルフスブルク戦で、左ひざのじん帯の内側を負傷。その場でメディカルスタッフから治療を受けたが、腹立ちまぎれに医療器具の入ったケースを殴りつけ、右手中指を骨折するという不運に見舞われる。

#### バイエルン

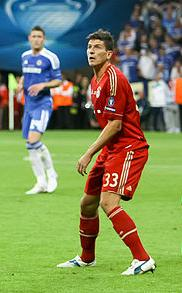
バイエルン時代（2012年）

2009年5月、バイエルン・ミュンヘンへの移籍が発表された。移籍金は3000万ユーロで、ブンデスリーガ史上最高額となった。しかし移籍初年度はリーグ戦10得点と、4年連続でのリーグ戦2ケタ得点を記録したものの、トーマス・ミュラーやイヴィツァ・オリッチの活躍に後塵を拝し、リーグ戦で先発出場したのは22試合に留まり、シーズンを通してレギュラーとはならず、期待に応えたとは言えない成績に終わった。
だがワールドカップを挟んでの2010-11シーズンは序盤こそ控えであったが8節のハノーファー戦でハットトリックを達成。その後は国内外の大会で得点を重ね、リーグ戦で5度、CLでも1度のハットトリックを達成するなど不動のレギュラーとして活躍。最終的にブンデスリーガでは28得点を挙げ、初の得点王に輝いた。
2012-13シーズンは負傷で出遅れ、新加入のマリオ・マンジュキッチに先発の座を奪われ、クラブは三冠に終わるも不満の残る成績となった。

#### フィオレンティーナ
2013年7月8日、ACFフィオレンティーナに移籍した。移籍金は1600万ユーロともいわれる。背番号はバイエルン時代と同じ33番。2013-14シーズンでは、故障が相次いだ影響で全ての大会で15試合出場の4ゴールの結果に終わった。2014-15シーズンもリーグ戦では20試合5ゴールと目立つ活躍が出来ないままフィオレンティーナを去った。

#### ベシクタシュ
2015年7月29日、ベシクタシュJKへ2015-16シーズン終了まで1年間の期限付き移籍（買取オプション付き）することが発表された。ベシクタシュでは33試合に出場して26得点を決めて得点王となり、チームのリーグ優勝に貢献したが、クーデターなどトルコの政情不安を理由に2016年7月20日に自身のフェイスブック上で退団を発表した。

#### ヴォルフスブルク
2016年8月17日、VfLヴォルフスブルクがゴメスの獲得を発表 。移籍金は700万ユーロと推定されている。これにより、3シーズンぶりにブンデスリーガへ復帰することとなった。2017年4月レヴァークーゼン戦でハットトリックを達成 、3点目のゴールはゴメスのブンデスリーガ通算150得点目となった。2016-17シーズンはリーグ戦16ゴールの活躍を見せた。

#### シュトゥットガルト復帰
2017年12月22日、古巣のVfBシュトゥットガルトへ2020年6月までの2年半契約で完全移籍。8年半ぶりにシュトゥットガルトへ復帰した。背番号は27番に決まった。シュトゥットガルト公式サイトを通じて現役引退を表明した。チームが1部昇格を決めたリーグ最終節・ダルムシュタット戦が現役最後の試合となった。

### 代表

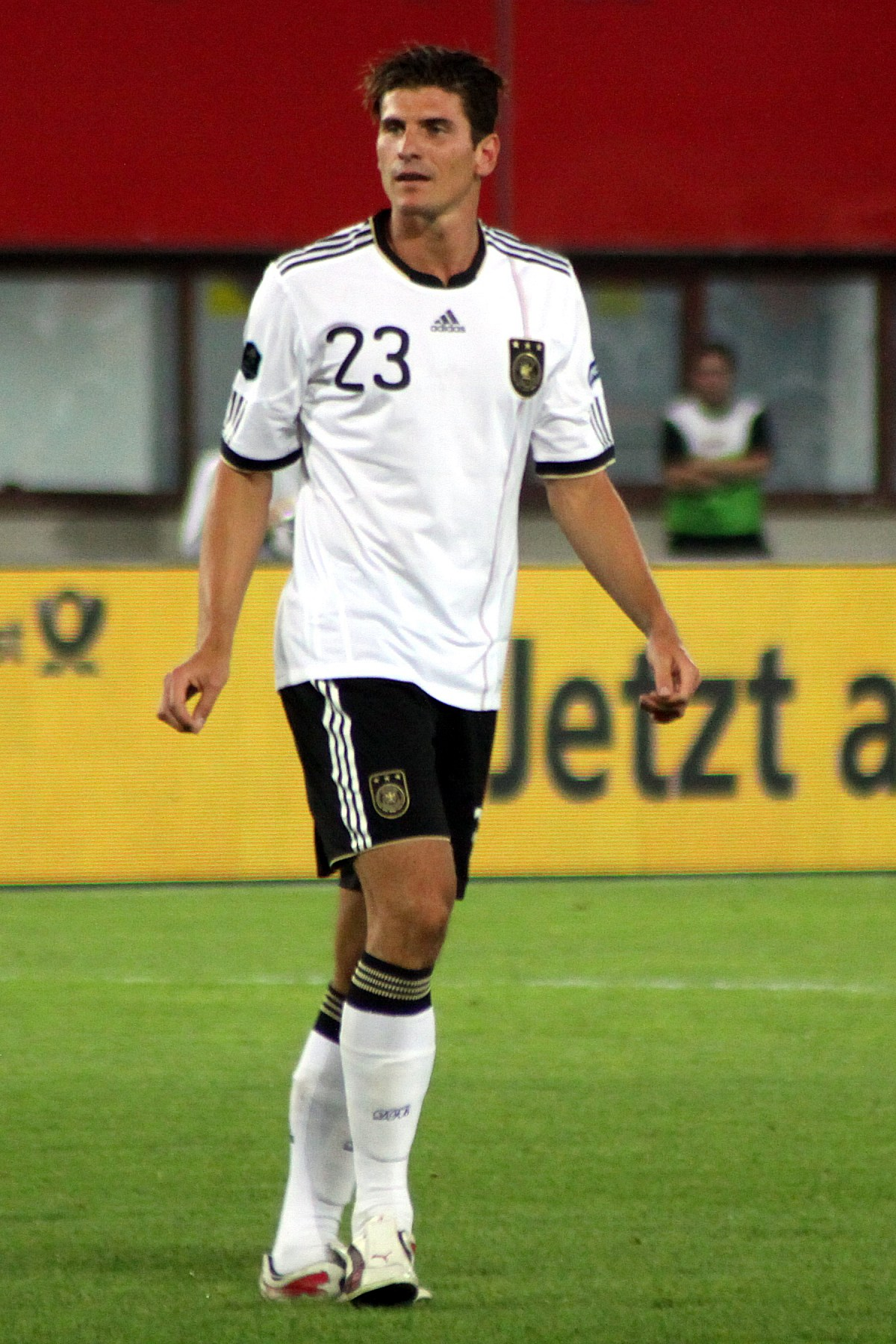
ドイツ代表時代（2011年）

2007年2月にはスイス戦で代表デビュー、初得点を記録した。国内リーグでの得点数は年々伸ばしていたが、代表では目立った活躍を出来なかった。
EURO 2008でも大会後半からはスターティングメンバーからも外れるなど、ノーゴールに終わった。2009年6月2日のUAEとの親善試合で代表初ハットトリック(4ゴール)を記録した。2010 FIFAワールドカップ本戦メンバーにも選出され4試合に途中出場したものの、僅かなプレー時間しか与えられず、無得点に終わった。EURO 2012ではポルトガル戦で1ゴール、オランダ戦で2ゴールと、合計3ゴールを決め、得点王を獲得した。
2013年以降は負傷の影響もあり、2014 FIFAワールドカップではメンバーを外れるなど、代表での出場機会が減少していたが、2016年3月26日のイングランドとの親善試合で約4年ぶりとなるゴールを記録。UEFA EURO 2016では、グループリーグ最終戦のアイルランド戦、ラウンド16のスロバキア戦と2試合連続ゴール挙げる活躍を見せたが、準々決勝のイタリア戦でハムストリングを負傷し途中交代。フランスとの準決勝には出場できず、チーム唯一のセンターフォワードを欠いたドイツは敗退した。
2018 FIFAワールドカップではグループリーグの第2戦、スウェーデン戦では途中出場からマルコ・ロイスのゴールをアシストするなど勝利に貢献したが、第3戦の韓国戦で敗れ、グループリーグ敗退し、大会終了後の8月5日、代表引退を表明した。

## 人物
父がスペイン人、母がドイツ人。父の影響でFCバルセロナを憧れのクラブと公言している。スペイン系のためシュトゥットガルトファンからは「闘牛士」という愛称をつけられており、闘牛のような強引な突破が持ち味。恵まれた体格から来るパワーと足元の技術を併せ持っている選手である。ヒーローはジェイジェイ・オコチャとロマーリオである。

## 個人成績

### クラブ
| クラブ                 | シーズン | リーグ            | リーグ戦 | リーグ戦 | カップ戦 | カップ戦 | 国際大会 | 国際大会 | その他 | その他 | 合計 | 合計 |
| クラブ                 | シーズン | リーグ            | 出場     | 得点     | 出場     | 得点     | 出場     | 得点     | 出場   | 得点   | 出場 | 得点 |
| ---------------------- | -------- | ----------------- | -------- | -------- | -------- | -------- | -------- | -------- | ------ | ------ | ---- | ---- |
| シュトゥットガルトⅡ    | 2003-04  | レギオナルリーガ  | 16       | 9        | -        | -        | -        | -        | -      | -      | 16   | 9    |
| シュトゥットガルトⅡ    | 2004-05  | レギオナルリーガ  | 24       | 15       | -        | -        | -        | -        | -      | -      | 24   | 15   |
| シュトゥットガルトⅡ    | 通算     | 通算              | 40       | 24       | -        | -        | -        | -        | -      | -      | 40   | 24   |
| シュトゥットガルト     | 2003-04  | ブンデスリーガ    | 1        | 0        | 0        | 0        | 1        | 0        | 0      | 0      | 2    | 0    |
| シュトゥットガルト     | 2004-05  | ブンデスリーガ    | 8        | 0        | 1        | 0        | 1        | 0        | 0      | 0      | 10   | 0    |
| シュトゥットガルト     | 2005-06  | ブンデスリーガ    | 30       | 6        | 0        | 0        | 5        | 2        | 3      | 0      | 38   | 8    |
| シュトゥットガルト     | 2006-07  | ブンデスリーガ    | 25       | 14       | 5        | 2        | -        | -        | 0      | 0      | 30   | 16   |
| シュトゥットガルト     | 2007-08  | ブンデスリーガ    | 25       | 19       | 3        | 6        | 4        | 3        | 0      | 0      | 32   | 28   |
| シュトゥットガルト     | 2008-09  | ブンデスリーガ    | 32       | 24       | 2        | 3        | 10       | 8        | 0      | 0      | 44   | 35   |
| シュトゥットガルト     | 通算     | 通算              | 121      | 63       | 11       | 11       | 21       | 13       | 3      | 0      | 156  | 87   |
| バイエルン・ミュンヘン | 2009-10  | ブンデスリーガ    | 29       | 10       | 4        | 3        | 12       | 1        | 0      | 0      | 45   | 14   |
| バイエルン・ミュンヘン | 2010-11  | ブンデスリーガ    | 32       | 28       | 5        | 3        | 8        | 8        | 0      | 0      | 45   | 39   |
| バイエルン・ミュンヘン | 2011-12  | ブンデスリーガ    | 33       | 26       | 5        | 2        | 14       | 13       | 0      | 0      | 52   | 41   |
| バイエルン・ミュンヘン | 2012-13  | ブンデスリーガ    | 21       | 11       | 4        | 6        | 7        | 2        | 0      | 0      | 32   | 19   |
| バイエルン・ミュンヘン | 通算     | 通算              | 115      | 75       | 18       | 14       | 41       | 24       | 0      | 0      | 174  | 113  |
| フィオレンティーナ     | 2013-14  | セリエA           | 9        | 3        | 0        | 0        | 6        | 1        | 0      | 0      | 15   | 4    |
| フィオレンティーナ     | 2014-15  | セリエA           | 20       | 4        | 4        | 4        | 8        | 2        | 0      | 0      | 32   | 10   |
| フィオレンティーナ     | 通算     | 通算              | 29       | 7        | 4        | 4        | 14       | 3        | 0      | 0      | 47   | 14   |
| ベシクタシュ           | 2015-16  | スュペル・リグ    | 33       | 26       | 3        | 0        | 5        | 2        | 0      | 0      | 41   | 28   |
| ベシクタシュ           | 通算     | 通算              | 33       | 26       | 3        | 0        | 5        | 2        | 0      | 0      | 41   | 28   |
| ヴォルフスブルク       | 2016-17  | ブンデスリーガ    | 33       | 16       | 2        | 1        | -        | -        | 2      | 1      | 37   | 18   |
| ヴォルフスブルク       | 2017-18  | ブンデスリーガ    | 12       | 1        | 3        | 0        | -        | -        | 0      | 0      | 15   | 1    |
| ヴォルフスブルク       | 通算     | 通算              | 45       | 17       | 5        | 1        | -        | -        | 2      | 1      | 52   | 19   |
| シュトゥットガルト     | 2017-18  | ブンデスリーガ    | 16       | 8        | 0        | 0        | -        | -        | 0      | 0      | 16   | 8    |
| シュトゥットガルト     | 2018-19  | ブンデスリーガ    | 31       | 7        | 1        | 0        | -        | -        | 2      | 1      | 34   | 8    |
| シュトゥットガルト     | 2019-20  | 2. ブンデスリーガ | 23       | 7        | 1        | 0        | -        | -        | 0      | 0      | 24   | 7    |
| シュトゥットガルト     | 通算     | 通算              | 70       | 22       | 2        | 0        | -        | -        | 2      | 1      | 74   | 23   |
| 総通算                 | 総通算   | 総通算            | 456      | 231      | 43       | 30       | 81       | 42       | 7      | 2      | 587  | 305  |

## 代表歴

### 出場大会
- ドイツ代表
  - 2010 FIFAワールドカップ
  - 2018 FIFAワールドカップ

### 試合数
- 国際Aマッチ 78試合 31得点（2007年-2018年）[24]

| ドイツ代表 | 国際Aマッチ | 国際Aマッチ |
| 年         | 出場        | 得点        |
| ---------- | ----------- | ----------- |
| 2007       | 7           | 3           |
| 2008       | 13          | 3           |
| 2009       | 11          | 5           |
| 2010       | 10          | 3           |
| 2011       | 9           | 7           |
| 2012       | 7           | 4           |
| 2013       | 2           | 0           |
| 2014       | 1           | 0           |
| 2015       | 1           | 0           |
| 2016       | 8           | 4           |
| 2017       | 2           | 2           |
| 2018       | 7           | 0           |
| 通算       | 78          | 31          |

### 得点
| 開催年月日 | 開催地         | 対戦国                                                 | スコア           | 結果 | 試合概要 |                                         |
| ---------- | -------------- | ------------------------------------------------------ | ---------------- | ---- | -------- | --------------------------------------- |
| 1.         | 2007年2月7日   | デュッセルドルフ、エスプリ・アレーナ                   | スイス           | 2–0  | 3–1      | 親善試合                                |
| 2.         | 2007年6月2日   | ニュルンベルク、フランケンシュタディオン               | サンマリノ       | 4–0  | 6–0      | UEFA EURO 2008予選                      |
| 3.         | 2007年6月2日   | ニュルンベルク、フランケンシュタディオン               | サンマリノ       | 5–0  | 6–0      | UEFA EURO 2008予選                      |
| 4.         | 2008年2月6日   | ウィーン、エルンスト・ハッペル・シュターディオン       | オーストリア     | 0–3  | 0–3      | 親善試合                                |
| 5.         | 2008年3月26日  | バーゼル、ザンクト・ヤコブ・パルク                     | スイス           | 0–2  | 0–4      | 親善試合                                |
| 6.         | 2008年3月26日  | バーゼル、ザンクト・ヤコブ・パルク                     | スイス           | 0–4  | 0–4      | 親善試合                                |
| 7.         | 2009年6月2日   | アブダビ、シェイク・ザイード・スタジアム               | アラブ首長国連邦 | 0–2  | 2–7      | 親善試合                                |
| 8.         | 2009年6月2日   | アブダビ、シェイク・ザイード・スタジアム               | アラブ首長国連邦 | 0–4  | 2–7      | 親善試合                                |
| 9.         | 2009年6月2日   | アブダビ、シェイク・ザイード・スタジアム               | アラブ首長国連邦 | 0–5  | 2–7      | 親善試合                                |
| 10.        | 2009年6月2日   | アブダビ、シェイク・ザイード・スタジアム               | アラブ首長国連邦 | 2–7  | 2–7      | 親善試合                                |
| 11.        | 2009年9月7日   | レバークーゼン、バイ・アレーナ                         | 南アフリカ共和国 | 1–0  | 2–0      | 親善試合                                |
| 12.        | 2010年5月29日  | ブダペスト、プシュカーシュ・フェレンツ・シュタディオン | ハンガリー       | 0–2  | 0–3      | 親善試合                                |
| 13.        | 2010年8月11日  | コペンハーゲン、パルケン・スタディオン                 | デンマーク       | 0–1  | 2–2      | 親善試合                                |
| 14.        | 2010年10月2日  | アスタナ、アスタナ・アリーナ                           | カザフスタン     | 0–2  | 0–3      | UEFA EURO 2012予選                      |
| 15.        | 2011年3月29日  | メンヒェングラートバッハ、ボルシア・パルク             | オーストラリア   | 1–0  | 1–2      | 親善試合                                |
| 16.        | 2011年5月29日  | ジンスハイム、ライン・ネッカー・アレーナ               | ウルグアイ       | 1–0  | 2–1      | 親善試合                                |
| 17.        | 2011年6月8日   | ウィーン、エルンスト・ハッペル・シュターディオン       | オーストリア     | 0–1  | 1–2      | UEFA EURO 2012予選                      |
| 18.        | 2011年6月8日   | ウィーン、エルンスト・ハッペル・シュターディオン       | オーストリア     | 1–2  | 1–2      | UEFA EURO 2012予選                      |
| 19.        | 2011年6月7日   | バクー、トフィク・バフラモフ・スタジアム               | アゼルバイジャン | 0–2  | 1–3      | UEFA EURO 2012予選                      |
| 20.        | 2011年10月7日  | イスタンブール、トルコ・テレコム・アリーナ             | トルコ           | 0–1  | 1–3      | UEFA EURO 2012予選                      |
| 21.        | 2011年10月11日 | デュッセルドルフ、エスプリ・アレーナ                   | ベルギー         | 3–0  | 3–1      | UEFA EURO 2012予選                      |
| 22.        | 2012年5月31日  | ライプツィヒ、レッドブル・アレーナ                     | イスラエル       | 1–0  | 2–0      | 親善試合                                |
| 23.        | 2012年6月9日   | リヴィウ、アリーナ・リヴィウ                           | ポルトガル       | 1–0  | 1–0      | UEFA EURO 2012                          |
| 24.        | 2012年6月13日  | ハルキウ、メタリスト・スタジアム                       | オランダ         | 0–1  | 1–2      | UEFA EURO 2012                          |
| 25.        | 2012年6月13日  | ハルキウ、メタリスト・スタジアム                       | オランダ         | 0–2  | 1–2      | UEFA EURO 2012                          |
| 26.        | 2016年3月22日  | ベルリン、オリンピアシュタディオン                     | イングランド     | 2–0  | 2–3      | 親善試合                                |
| 27.        | 2016年5月29日  | アウクスブルク、WWKアレーナ                            | スロバキア       | 1–0  | 1–3      | 親善試合                                |
| 28.        | 2016年6月21日  | パリ、パルク・デ・プランス                             | 北アイルランド   | 0–1  | 0–1      | UEFA EURO 2016                          |
| 29.        | 2016年6月26日  | ヴィルヌーヴ＝ダスク、スタッド・ピエール＝モーロワ     | スロバキア       | 2–0  | 3–0      | UEFA EURO 2016                          |
| 30.        | 2017年3月26日  | バクー、トフィク・バフラモフ・スタジアム               | アゼルバイジャン | 1–3  | 1–4      | 2018 FIFAワールドカップ・ヨーロッパ予選 |
| 31.        | 2017年9月4日   | シュツットガルト、メルセデス・ベンツ・アレーナ         | ノルウェー       | 6–0  | 6–0      | 2018 FIFAワールドカップ・ヨーロッパ予選 |

## タイトル

### クラブ
シュトゥットガルト
- ブンデスリーガ : 2006-07

バイエルン・ミュンヘン
- UEFAチャンピオンズリーグ 2012-13
- ブンデスリーガ : 2009-10, 2012-13
- DFBポカール : 2009-10, 2012-13
- DFLスーパーカップ : 2010, 2012

### 個人
- ブンデスリーガ最優秀選手 : 2007
- ブンデスリーガ得点王 : 2010-11
- UEFA EURO 2012得点王 : 2012
- スュペル・リグ得点王 : 2015-16